# ペロリン
ペロリンは、2001年に県や農業関係者が始めた山形県農産物等統一キャンペーン「おいしい山形」のシンボルキャラクター。山形県公式ホームページでは「山形県農産物等のPRのため、シンボルマークとして考案された」と紹介されている。いわゆる「ゆるキャラ」である。

## 概要

### 設定
山形県の農産物をPRするシンボルマークとして2001年に生まれた。三角の形は山形県の山の形、左右いっぱいに広がった口は山形県を縦断する最上川を表している。緑色は豊かな自然と緑の大地を表現し、表情で山形県の農産物の「おいしさ」をアピールしている。サクランボなどの果物やバラのアイスクリーム、ダチョウの肉など、山形県産農林水産物の包み紙や箱に描かれており、環境にやさしく安全・安心でおいしい山形県の農産物であることを表している。名前は多くの人に親しまれるようにキャラクターイメージにふさわしく、明るくユーモアある愛称を募り誕生した。2009年5月にはイベント出演用の着ぐるみが作成され、活動の幅を広げている。おいしい山形推進機構事務局（山形県農林水産部6次産業推進課内）に住んでいる。

### 特徴
- 喋らない。
- 手足が短い。
- 運動神経が悪いように見えるが、驚異的な身体能力の持ち主。特技は逆立ちで、ヘッドスピンもできる。
- ホームページの記事では語尾に「ペロ」がつくことが多い。

## プロフィール
- 誕生日 - 不明
- 出身地 - 山形県
- 好きなもの - 不明
- 性格 - 山形県内のおいしい農産物に目がない食いしん坊。
- 趣味 - 山形県内のおいしい農産物等を食べること。
- 仕事 - 山形県の安全で安心な農産物等を広くPRし、たくさんの方々に食べていただくこと。
- 特技 - 逆立ち